# Gabriella Szűcs (piłkarka ręczna)
Gabriella Ibolya Szűcs (ur. 31 sierpnia 1984 w Oradei w Rumunii) – węgierska piłkarka ręczna, reprezentantka kraju grająca na pozycji lewej rozgrywającej. Brązowa medalistka mistrzostw Świata 2005. Brązowa medalistka mistrzostw Europy 2004. Od grudnia 2011 występuje w rumuńskim HC Zalău.

## Sukcesy

### reprezentacyjne
- Mistrzostwa Świata:
  -  2005
- Mistrzostwa Europy:
  -  2004

### klubowe
- Mistrzostwa Rumunii:
  -  2010, 2011
- Puchar Rumunii:
  -  2010, 2011
- Liga Mistrzyń:
  -  2012
- Puchar EHF:
  -  2012

## Życie prywatne
Ma młodszą siostrę, Nikolett, która również uprawia piłkę ręczną.